# Décines-Charpieu
Décines-Charpieu é uma comuna francesa na Metrópole de Lyon na região administrativa de Auvérnia-Ródano-Alpes.